# Бюрен (община)
Бюрен (нидерл. Buren) — община в провинции Гелдерланд (Нидерланды). Административный центр — Маурик. По данным на 1 февраля 2012 года население общины составляло 25.928 человек.

## История
Община была создана в 1999 году путём объединения общин Бюрен, Маурик и Линден. Несмотря на то, что административным центром общины является Маурик, в качестве названия было сохранено древнее «Бюрен» (в честь существовавшего здесь графства).

## Состав
В состав общины Бюрен входят следующие населённые пункты:
- Бюрен
- Ас
- Бёсихем
- Эк-эн-Вил
- Эрихем
- Инген
- Капел-Авезат Бюрен
- Керк-Авезат
- Линден
- Маурик
- Оммерен
- Равенсвай
- Рейсвейк
- Зулен
- Зулмонд